# Addams (inslagkrater)
Addams is een inslagkrater op Venus. Addams werd in 1994 genoemd naar de Amerikaanse sociaal hervormer en Nobelprijswinnaar Jane Addams (1860-1935).
De krater heeft een diameter van 87 kilometer en bevindt zich in het quadrangle Fredegonde (V-57).